# Castello di Güstrow
Il castello di Güstrow (in tedesco: Schloss Güstrow) è un edificio di Güstrow, in Germania; fu realizzato nel Cinquecento sui resti di un preesistente castello feudale.

## Storia
Nel 1556 i figli del duca di Meclemburgo Alberto VII si divisero il ducato ereditato dal padre e dallo zio Enrico V: a Ulrico III andò il Meclemburgo-Güstrow, mentre al fratello Giovanni Alberto I andò il Meclemburgo-Schwerin. Ulrico trasformò l'antico castello medievale di Güstrow in una elegante residenza estiva in stile manieristico.
Nel 1558, incominciarono i lavori di ristrutturazione del castello, diretti dall'architetto Franz Pirr. Nel giro di pochi anni, furono demolite le macerie del vecchio castello e ne fu costruito un altro, di forma rettangolare, che presentava tutte le caratteristiche di un palazzo manieristico, il primo della Germania. Nel 1628, con vive proteste in tutta la nazione, i duchi di Güstrow vennero esiliati in Svezia per volere di Albrecht von Wallenstein. Nel 1631, i duchi ripresero il potere.

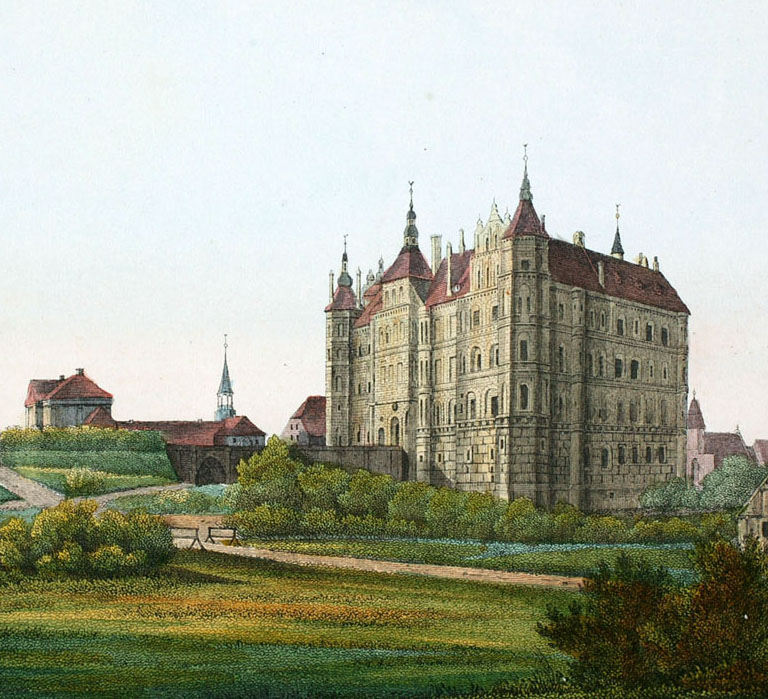
Dipinto del 1840

Nella prima metà del XVIII secolo, il castello cadde in rovina. L'ultimo evento di rilievo che vi si è svolto è stato l'incontro, nel 1713, fra Augusto II il Forte, principe elettore di Sassonia e Pietro I il Grande, zar di tutte le Russie. Dal Settecento al Novecento, il castello cadde in rovina e fu riutilizzato solo nel Dopoguerra, come casa di riposo. Oggi è aperto al pubblico.

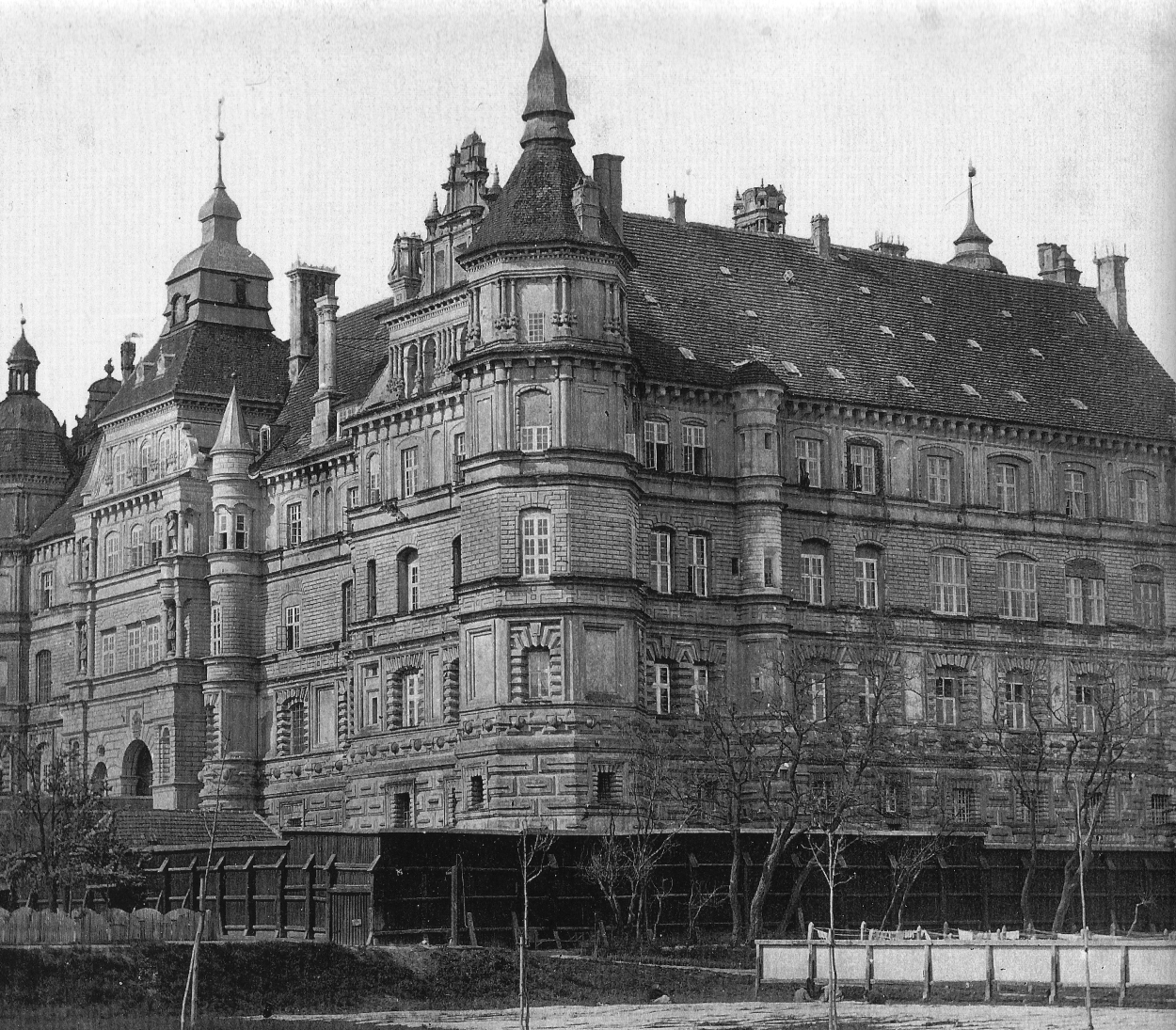
Foto del 1910 circa

## Interni
- Feestsaal (Sala delle Feste)

La Feestsaal è la sala principale del castello di Güstrow. Realizzata in stile manieristico nel 1571, presenta elementi difficilmente riscontrabili in altri castelli tedeschi. Un esempio è il soffitto a cassettoni del 1571, che presenta rilievi aurei raffiguranti scene medievali di caccia, fra cui la Kämpfe mit Rittern und Bären (Lotta fra Cavalieri e Orsi), il rilievo più grande.

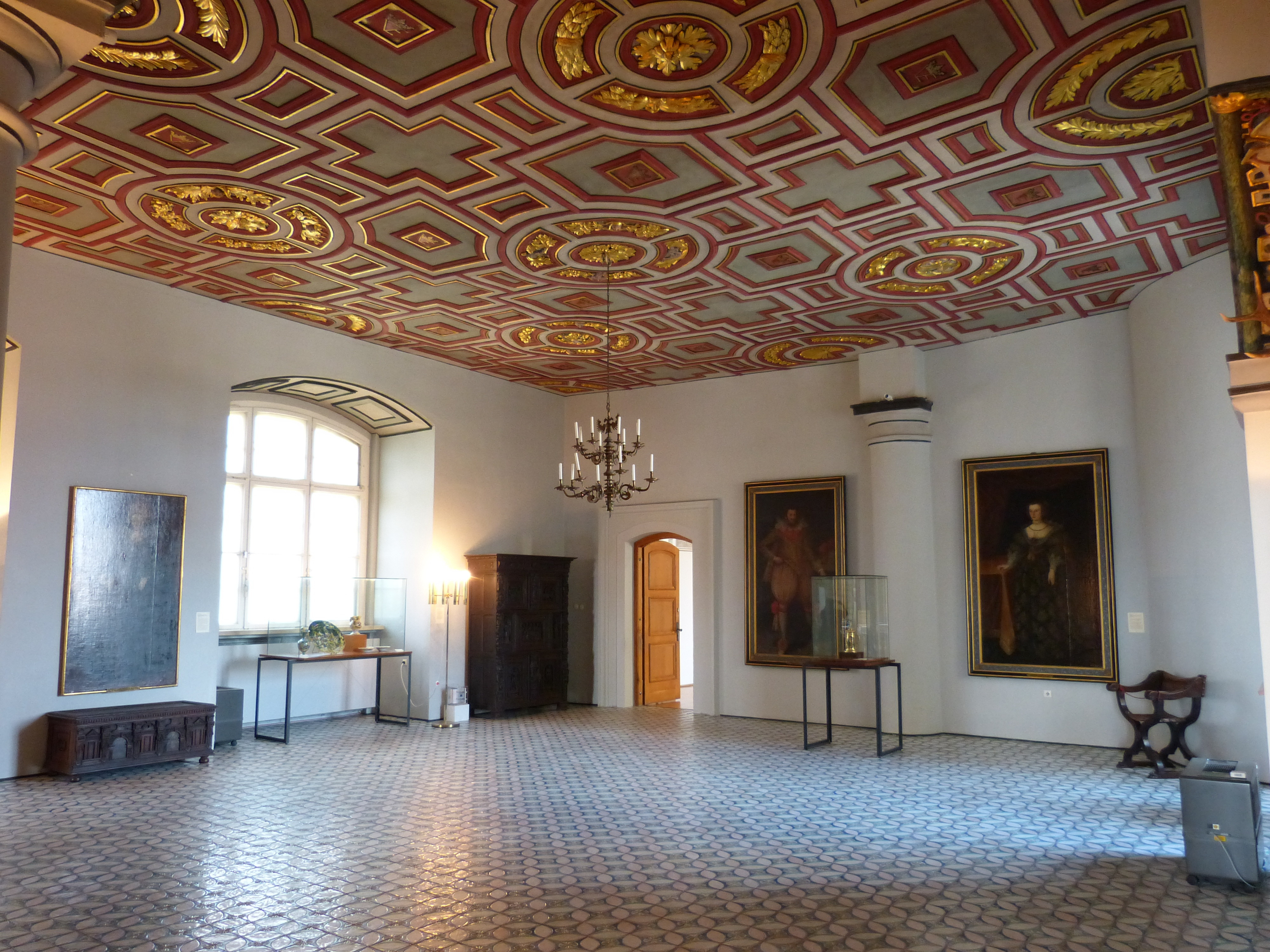
Sala dei trofei

- Gertrüdenkapelle (Cappella di Gertrude)

La rotonda Cappella di Gertrude, del XV secolo, è caratterizzata dalla grande cupola in rame inverdito e dalla facciata neogotica.
- Tänzerzimmer (Sala della Danza)

Situata nella parte est del castello, è decorata con pregiati stucchi di Daniel Änckermann e uno straordinario affresco di Fries Hirsch, che orna la volta della sala.
- Ostflüge und Nortflüge (Ala Est e Ala Nord)

Dopo un devastante incendio della metà del Cinquecento, dal 1587 al 1591, l'ala nord del castello fu costruita su progetto dell'olandese Philipp Brandin. Nel 1594, l'edificio fu esteso all'ala est, progettata da Claus Midow.